# Łukasz Błach
Łukasz Błach (ur. 9 lipca 1984) – polski judoka,
Zawodnik klubów: MKS Juvenia Wrocław (1998-2000), KS Gwardia Wrocław (2001-2008), KS AZS-AWF Wrocław (2009-2012), WKS Śląsk Wrocław (2013-2017). Trzykrotny brązowy medalista zawodów pucharu świata (Tallin 2008, Tallin 2009, Praga 2014). Dwukrotny brązowy medalista drużynowych mistrzostw Europy (2012 w Czelabińsku i 2016 w Kazaniu). Siedmiokrotny mistrz Polski w kategorii do 81 kg (2007, 2009, 2010, 2011, 2012, 2013, 2014), dwukrotny wicemistrz (2005 i 2015) oraz trzykrotny brązowy medalista (2003, 2004, 2006). Syn olimpijczyka Wiesława Błacha.